# Ẕur Moshe
Ẕur Moshe (hebreiska: צור משה) är en ort i Israel.   Den ligger i distriktet Centrala distriktet, i den norra delen av landet. Ẕur Moshe ligger 65 meter över havet och antalet invånare är 2 400.
Terrängen runt Ẕur Moshe är huvudsakligen platt. Ẕur Moshe ligger uppe på en höjd. Runt Ẕur Moshe är det mycket tätbefolkat, med 1 135 invånare per kvadratkilometer. Närmaste större samhälle är Netanya, 6,3 km nordväst om Ẕur Moshe. Omgivningarna runt Ẕur Moshe är en mosaik av jordbruksmark och naturlig växtlighet.